# Balaklija
Balaklija (ukrainska: Балаклія lyssna (fil), ryska: Балаклея) är en stad i Charkiv oblast i nordöstra Ukraina. Staden ligger vid floden Donets, cirka 74 kilometer sydost om Charkiv. Balaklija beräknades ha 26 334 invånare i januari 2022.